# Лейшман, Мелани
Мелани Лейшман (англ. Melanie Leishman; род. 20 февраля 1989 года) — канадская актриса кино и телевидения. Наиболее известна по роли Ханны в сериале «Тодд и книга чистого зла».

## Биография
Впервые появилась на телевидении в 2004 году в сериале «Дикая жизнь Дарси». С 2011 по 2012 год озвучивала мультсериал «Из под ареста». В 2012 году сыграла в фильме «Старый Сток».

## Фильмография

### Кино
| Год  | Фильм         | Роль                    | Примечание             |
| ---- | ------------- | ----------------------- | ---------------------- |
| 2007 | Дебют         | девушка из Пенсильвании | короткометражный фильм |
| 2009 | День Виктории | Мелани                  |                        |
| 2010 | Долгая осень  | Ладида                  | короткометражный фильм |
| 2012 | Старый Сток   | Пэтти                   |                        |
| 2013 | Страх сцены   | Лиз Сильвер             |                        |
| 2016 | Ниже её губ   | Клэр                    |                        |
| 2017 | Софткор       | Лила                    | короткометражный фильм |

### Телевидение
| Год        | Русское название                 | Оригинальное название                   | Роль                      | Примечание               |
| ---------- | -------------------------------- | --------------------------------------- | ------------------------- | ------------------------ |
| 2004—2006  | Дикая жизнь Дарси                | Darcy’s Wild Life                       | Кэти Джиральди            | 5 эпизодов               |
| 2007       | Чистое зло                       | Pure Evil                               | Саманта                   | телевизионный фильм      |
| 2008       | Признания голливудской старлетки | True Confessions of a Hollywood Starlet | Эмили                     | телевизионный фильм      |
| 2008       | Охота на вервольфа               | Never Cry Werewolf                      | Энджи Брэмлок             | телевизионный фильм      |
| 2008       | Быть Эрикой                      | Being Erica                             | Фиона                     | 1 эпизод                 |
| 2008       | Домашняя вечеринка               | House Party                             | Мэнди                     | 5 эпизодов               |
| 2010       | Республика Дойл                  | Republic of Doyle                       | Виггс Динер               | 1 эпизод                 |
| 2010—2012  | Тодд и книга чистого зла         | Todd and the Book of Pure Evil          | Ханна                     | 26 эпизодов              |
| 2011—2012  | Из под ареста                    | Detentionaire                           | Брэнди Сильвер            | 24 эпизода (озвучивание) |
| 2011, 2014 | Расследование Мёрдока            | Murdoch Mysteries                       | Нэнси Бут / Сара Харрисон | 2 эпизода                |

## Награды и номинации
2006
- Молодой актёр — номинация в категории «Лучший актёрский ансамбль в телесериале» (Дикая жизнь Дарси)

2011
- Джемини — победа в категории «Лучший актёрский ансамбль в комедийной программе или телесериале» (Тодд и книга чистого зла)